# Roudnické vévodství
Roudnické vévodství (německy Herzogtum Raudnitz, latinsky Ducatus Rudnitiensis) je název někdejšího rodového územího dominia knížat z Lobkovic se sídlem v Roudnici nad Labem.

## Historie

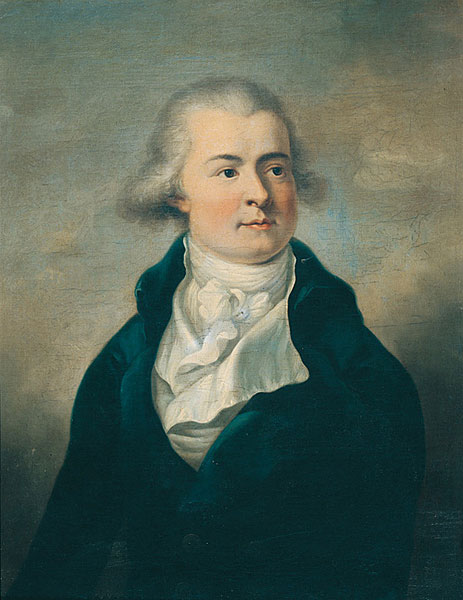
František Josef Maxmilián, 7. kníže z Lobkovic (7. prosince 1772, Roudnice nad Labem – 16. prosince 1816, Třeboň), olejomalba August Friedrich Oelenheinz, uloženo v knížecích sbírkách v Lobkovickém paláci na Pražském hradě.

V roce 1646 koupil Václav Eusebius 2. kníže z Lobkovic od císaře Ferdinanda III. jako léno slezské Zaháňské vévodství. Tato akvizice se projevila i v Lobkovicově erbu zaháňským andělem a slezskou orlicí. Po ztrátě Slezska v prusko-rakouských válkách v době panování Marie Terezie byl císař Josef II. na základě mírových dohod nucen prodat Zaháňsko v roce 1785 kuronskému vévodovi Petru Bironovi.
Tento vynucený prodej a ztrátu vévodského titulu císař Josef II. Lobkovicům kompenzoval v roce 1786 přenesením vévodského titulu na Roudnici a povýšením roudnického majorátního panství na vévodství. 
Prvním vévodou z Roudnice se stal Josef 7. kníže z Lobkovic, okněžený hrabě ze Sternsteinu a vladař domu lobkovického.